# Giant Robot (Buckethead album)
Giant Robot är det andra studioalbumet av gitarristen Buckethead som släpptes 1994 (Sony Japan).

## Låtlista
| Nr           | Titel                                 | Längd |
| ------------ | ------------------------------------- | ----- |
| 1.           | Doomride                              | 0:57  |
| 2.           | Welcome to Bucketheadland             | 3:42  |
| 3.           | I Come in Peace                       | 6:03  |
| 4.           | Buckethead's Toy Store                | 8:02  |
| 5.           | Want Some Slaw?                       | 4:30  |
| 6.           | Warweb                                | 3:06  |
| 7.           | Aquabot                               | 5:57  |
| 8.           | Binge and Grab (Instrumental Version) | 5:17  |
| 9.           | Pure Imagination                      | 1:49  |
| 10.          | Buckethead's Chamber of Horrors       | 4:49  |
| 11.          | Onions Unleashed                      | 2:20  |
| 12.          | Chicken                               | 1:07  |
| 13.          | I Love My Parents                     | 4:13  |
| 14.          | Buckethead's TV Show                  | 3:18  |
| 15.          | Robot Transmission                    | 2:59  |
| 16.          | Pirate's Life for Me                  | 1:01  |
| 17.          | Post Office Buddy                     | 6:40  |
| 18.          | Star Wars                             | 1:54  |
| 19.          | Last Train to Bucketheadland          | 5:47  |
| Total längd: | Total längd:                          | 73:31 |

## Lista på medverkande
- Buckethead - Huvudartist
- Bill Laswell - Huvudartist

### Gästframträdande
- Bas
  - Bootsy Collins (spår: 3-5, 7, 8)
- Trummor
  - Jerome Brailey (spår: 2, 4, 8, 14, 15)
  - Pinchface (spår: 3, 18)
  - Sly Dunbar (spår: 19)
  - Ted Parsons (spår: 5, 10, 11, 17)
- Sång
  - Bill Moseley (spår: 3, 11)
  - Iggy Pop (spår: 4, 17)
  - Kristen Gray (spår: 17)
  - Moma Collins (spår: 5)
  - Stella Schnabel (spår: 6, 14)
  - Bastard Noise|Throatrake (spår: 4, 7, 10, 19)
  - Vito Schnabel (spår: 14)

- Producerad av Bill Laswell
- Inspelad vid Greenpoint Studio
- Mixad av - Oz Fritz
- Mastering Howie Weinberg
- Skivomslag: Stephen Walker
- Fotografering: Mike Belongie